# Mietrowagonmasz
Mietrowagonmasz (ros. Метровагонмаш, МВМ, ang. Metrovagonmash, MVM), zwyczajowo także Metrowagonmasz, MWM – przedsiębiorstwo założone w 1897 w Mytiszczi w obwodzie moskiewskim pod nazwą Mytiszczinskij maszinostroitielnyj zawod (ros. Мытищинский машиностроительный завод). Początkowo zajmowało się produkcją tramwajów i maszyn na potrzeby wojska, a obecnie (w 2013) specjalizuje się w produkcji taboru kolejowego i wagonów metra. Od 1992 funkcjonuje pod obecną nazwą jako spółka akcyjna, a od 2005 wchodzi w skład Transmashholding (ros. Трансмашхолдинг).

## Historia
- 1897 – powstaje Mytiszczinskij maszinostroitielnyj zawod (ros. Мытищинский машиностроительный завод)[1]
- 1903 – rozpoczęcie produkcji tramwajów i pługów śnieżnych dla Moskwy[1]
- 1920 – włączenie zakładu do grupy największych przedsiębiorstw w obwodzie moskiewskim mających na celu odbudowę gospodarki ZSRR[2]
- 1924 – utworzenie biura produkcji i kontroli technicznej[2]
- 1926 – wyprodukowanie pierwszego radzieckiego wagonu kolejowego o konstrukcji metalowej i rozpoczęcie ich masowej produkcji[2]
- 1929 – wybudowanie pierwszego elektrycznego pociągu pasażerskiego dla ZSRR[2]
- 1930 – rozbudowa zakładu mająca na celu przyspieszenie i unowocześnienie procesu produkcji[2]
- 1932 – ukierunkowanie produkcji na tramwaje i wagony kolejowe[2]
- 1933 – rozpoczęcie prac nad wagonami metra[2]
- 1935 – wyprodukowanie pierwszych 40 wagonów metra[2]
- 1939 – seryjna produkcja tramwajów dla Moskwy[2]
- 1940 – seryjna produkcja towarowych wagonów kolejowych[2]
- 1942 – założenie biura projektowego, rozpoczęcie produkcji na potrzeby wojska, zmiana nazwy na Zawod nomer 40 (ros. Завод № 40)[3]
- 1946 – decyzja o kontynuacji budowy wagonów metra[4]
- 1948 – zmiana nazwy na Mytiszczinskij ordiena Otieczestwejnnoj wojny 1 stiepieni maszinostroitielnyj zawod (ros. Мытищинский ордена Отечественной войны 1 степени машиностроительный завод)[4]
- 1973-1977 – opracowanie modyfikacji wagonów metra serii E[5]
- 1976 – rozpoczęcie produkcji wagonów metra serii 81-717/714[6][7]
- 1984 – prezentacja wyrobów dla wojska i metra na wystawie Awtoprom-84 (ros. Автопром-84)[6]
- koniec lat 80. XX wieku – przejście do produkcji wagonów metra serii 81-717.5/714.5 i ich modernizacji[8]
- 1992 – przekształcenie zakładu w spółkę akcyjną Mietrowagonmasz (ros. Метровагонмаш)[8]
- 1993 – prezentacja nowego wagonu metra Jauza (ros. Яуза)[8]
- 2005 – wejście spółki w skład Transmashholding (ros. Трансмашхолдинг)[9]

## Działalność

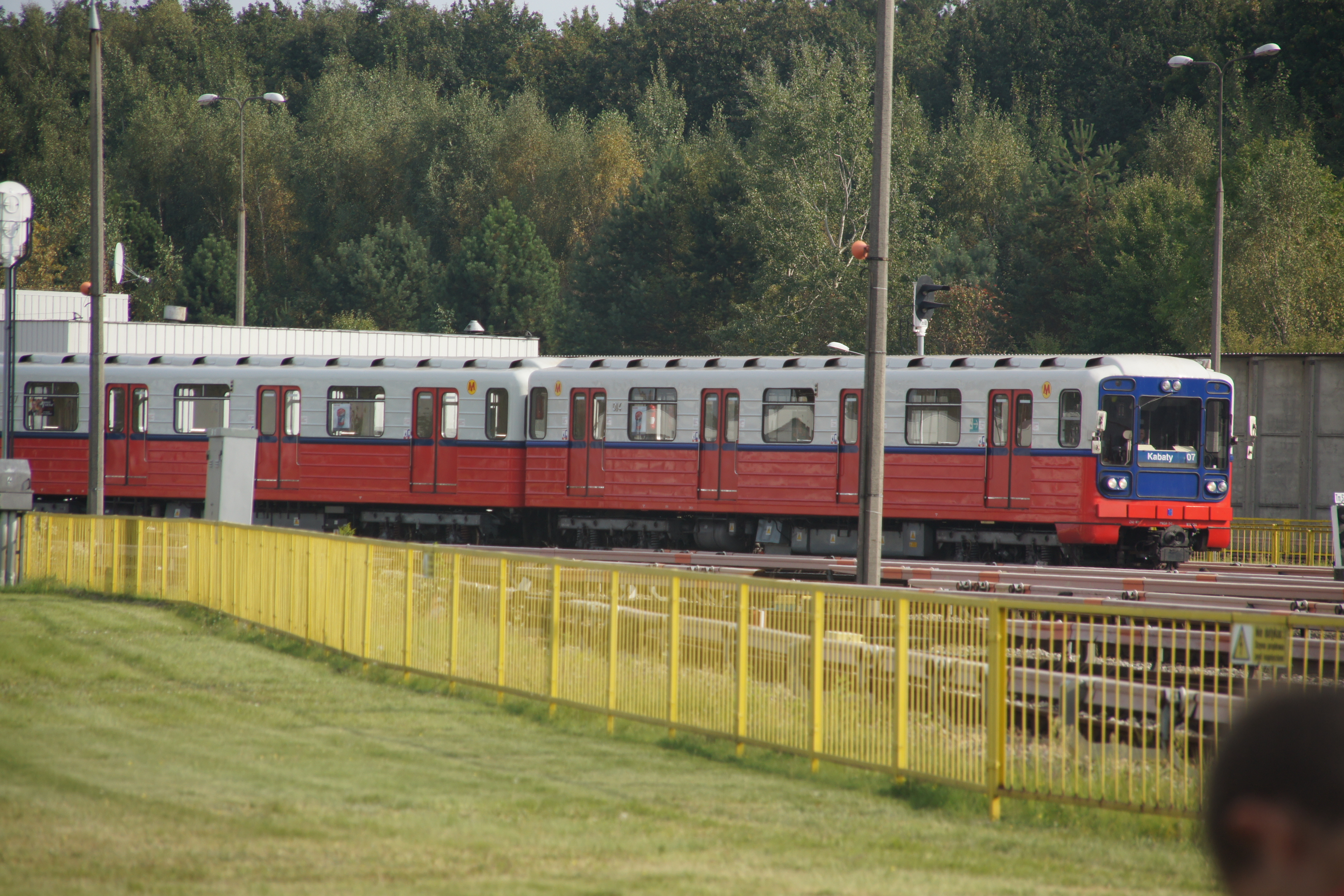
Wagony 81-717/714 warszawskiego metra

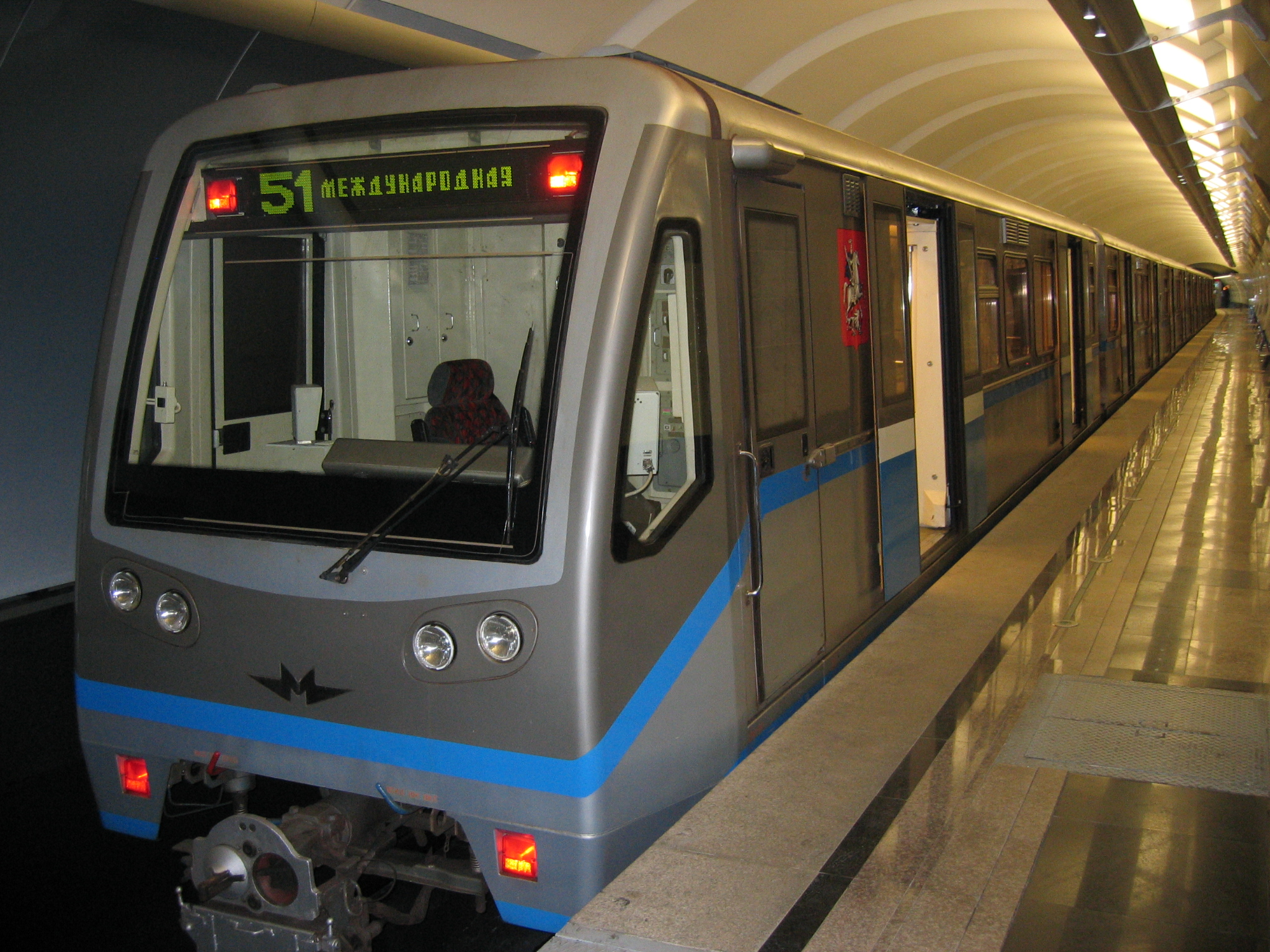
Zmodernizowane wagony 81-740/741 w Moskwie

W przeszłości przedsiębiorstwo budowało tramwaje, wagony towarowe, a nawet rakiety i maszyny na potrzeby wojska. Obecnie (2013) podstawowymi dziedzinami działalności firmy jest produkcja wagonów metra i pasażerskiego taboru kolejowego.

### Wagony metra
Od 1976 fabryka produkuje wagony serii 81-717/714, a od końca lat 80. XX wieku również ich zmodernizowane wersje:
- 81-717.5М/714.5М
- 81-717.6/714.6
- 81-718/719
- 81-720/721
- 81-740.2/741.2
- 81-740.4/741.4
- 81-760/761[11].

Pojazdy serii 81 są eksploatowane (w 2013) m.in. w Moskwie, Kijowie, Mińsku, Sofii i Warszawie.
W marcu 1990 przedsiębiorstwo dostarczyło Metru Warszawskiemu 10 wagonów serii 81-717/714 zestawionych w 2 pociągi 5-wagonowe. Kolejnych 30 wagonów tej serii dostarczono w okresie od kwietnia 2006 do grudnia 2007.

### Tabor kolejowy
Kolejowa oferta Mietrowagonmaszu obejmuje (w 2013) spalinowe autobusy szynowe.
| Zdjęcie | Oznaczenie serii | Typ taboru                 | Przewoźnik             | Źródła |
| ------- | ---------------- | -------------------------- | ---------------------- | ------ |
|         | RA-1             | spalinowy wagon silnikowy  | RŻD                    | [ 19 ] |
|         | RA-V             | spalinowy zespół trakcyjny | Magyar Államvasutak    | [ 20 ] |
|         | RA-2             | spalinowy zespół trakcyjny | Lietuvos Geležinkeliai | [ 21 ] |
|         | RA-2             | spalinowy zespół trakcyjny | RŻD                    | [ 22 ] |
|         | RA-2             | spalinowy zespół trakcyjny | Železnice Srbije       | [ 23 ] |